# Friedrich Carl von Savigny
Friedrich Carl von Savigny (Francoforte sul Meno, 21 febbraio 1779 – Berlino, 25 ottobre 1861) è stato un giurista, filosofo e politico tedesco, fondatore della scuola storica del diritto e precursore della pandettistica.

## Biografia
Friedrich Carl von Savigny apparteneva a una famiglia della nobiltà terriera di lontane origini francesi, emigrata dalla Lorena in Germania per le proprie idee religiose riformate. Dopo aver perso, a soli tredici anni, entrambi i genitori e ben undici fratelli, fu affidato alle cure del tutore Constantin von Neurath, dal quale ricevette una prima educazione giuridica, trasferendosi a Wetzlar, ove frequentò il ginnasio. Secondo il costume degli studenti tedeschi, Savigny frequentò lezioni presso svariati centri universitari, soprattutto Jena, Lipsia e Halle, Gottinga e Marburgo; ottenne la laurea presso quest'ultima nel 1800, con una dissertazione in diritto penale De concursu delictorum formali, dopo di che intraprese subito la carriera accademica, tenendo già l'anno successivo un corso di diritto romano, e nel 1802 di metodologia giuridica (pervenutoci integralmente grazie agli appunti dei fratelli Grimm, suoi allievi e futuri assidui collaboratori). Le posizioni sociale ed economica agiate gli permisero di dedicarsi interamente all'attività intellettuale. Nel 1803 ottenne grande fama con il trattato Das Recht des Besitzes (Il diritto del possesso), considerato il punto di partenza degli studi teorici sul diritto nel XIX secolo. Nel 1804 sposò Kunigunde Brentano, sorella di Bettina e Clemens Maria Brentano; il loro figlio Karl Friedrich von Savigny (1814-1875) diverrà un importante politico e diplomatico prussiano.
Nel 1808 Savigny si trasferì all'Università di Landshut (allora Regno di Baviera) come professore di diritto romano. nel 1810 fu invitato alla nuova Università di Berlino, dove presto divenne uno dei docenti più famosi e influenti, e dove rimase per il resto della sua vita; seguirono le sue lezioni perfino Massimiliano II di Baviera e Federico Guglielmo IV di Prussia. 
Nel 1816, guidò insieme ad altri importanti giuristi dell'epoca come Barthold Georg Niebuhr (scopritore del testo) e Gustav Hugo l'opera di recupero del cosiddetto "autentico Gaio". Era stato infatti ritrovato un manoscritto nella biblioteca Capitolare di Verona contenente quello che sarà ritenuto, a livello di filologia giuridica, uno dei più importanti testi della romanistica. Il testo, nello specifico, era stato redatto da Gaio, provinciale romano che aveva realizzato un testo di diritto privato del II secolo d.C. e che avrebbe reso la Prussia centro giuridico europeo.
Divenne presto membro della prestigiosa Regia Accademia Prussiana delle Scienze di Berlino e fu chiamato a far parte del nuovo Consiglio di Stato (Staatsrath). Dal 1842 al 1848 fu ministro per la riforma legislativa del governo prussiano; non tornò tuttavia all'insegnamento al termine dell'esperienza governativa, ma si dedicò all'esposizione teorica della sua concezione giuridica. Savigny fu il fondatore della scuola storica del diritto, che considerava il diritto un prodotto del sentimento, della natura e dello spirito di ciascun popolo (Volksgeist) e identificava pertanto l'espressione giuridica fondamentale nella consuetudine. Nel 1815 fondò, assieme a Karl Friedrich Eichhorn e a Johann Friedrich Ludwig Göschen la rivista Zeitschrift für geschichtliche Rechtswissenschaft, organo della scuola storica del diritto.

## La scuola storica del diritto
Sotto l'influenza della sua "Scuola storica" si sviluppò l'elaborazione dottrinaria del diritto - ovvero di quel diritto non positivo, che vive nella vita di tutti i giorni e non tocca allo Stato codificare - e in specie dell'usus modernus Pandectarum, basato sullo studio e la rielaborazione del sistema del cosiddetto ius commune ancora vigente in Germania.
La scuola di Savigny si rifaceva allo storicismo e chiedeva al giurista di essere direttamente l'interprete e il ricostruttore dello spirito del popolo senza un capillare intervento del legislatore, sostenendo - nella polemica che ingaggiò con Anton Friedrich Justus Thibaut, strenuo propugnatore della codificazione positiva - che fosse prematuro affidarsi alla cristallizzazione del diritto rappresentata dall'adozione dei codici. 
Savigny si oppose radicalmente tanto al giusnaturalismo, quanto all'illuminismo, in quanto entrambi fondati sul pregiudizio di poter stabilire un modello di comportamento giuridico valido, non in quanto prodotto derivato dalla storia, ma in quanto prodotto razionale conforme alla mente e all'intelletto. A loro giudizio solo il diritto che si costruiva al tavolino del filosofo era un diritto razionale, che veniva proposto all'Uomo prescindendo dal discorso storiografico, dalla tradizione, dalla memoria del passato giuridico.
Lo storicismo di Savigny, invece, riteneva che il passato non andasse affatto svalutato, né tanto meno rinnegato, perché costituiva il substrato fondamentale sul quale muoversi: non si può prescindere dalla storia perché c'è una palese concatenazione tra passato, presente e futuro. L'idea di un diritto universalmente valido è un'utopia che non bada alla realtà concreta, al divenire storico della società. Per Savigny, perciò, il vero diritto naturale era il diritto consuetudinario in quanto conforme alla natura di quel popolo, del cui livello di civiltà è espressione. 
In questo senso il diritto naturale è il diritto che si attua nella storia ed è creazione spontanea dei singoli popoli ed è quindi assurdo ciò che Thibaut proponeva, in quanto artificioso, astratto e non corrispondente alla natura del singolo popolo. La codificazione del diritto una volta per sempre avrebbe bloccato lo sviluppo di una società - della quale il diritto è un'espressione - nel caso essa, al momento della codificazione, si stesse evolvendo; avrebbe invece "fotografato" la causa della decadenza della società stessa, nel caso opposto. In particolare, proprio a causa di tale visione metastorica e artificiale - come volontà del legislatore attuale - del codice, Savigny distingue, in un parallelismo con il mondo romano antico, tre fasi principali che il diritto attraversa nel corso della sua storia: una fase iniziale e consuetudinaria, una di elaborazione dottrinale (in cui raggiunge il proprio apice, il massimo splendore tecnico e funzionale), una - eventuale - di codificazione, che segna invece un primo passo verso l'involuzione.

## Opere
- Das Recht des Besitzes. Eine civilistische Abhandlung, 1803
  - versione italiana: Il diritto del possesso. Trattato civile, tradotto e annotato da Raffaele Andreoli (dall'Avv. Pietro Conticini), Firenze, Tipografia Pezzati, 1839-1857.
- Vom Beruf unserer Zeit für Gesetzgebung und Rechtswissenschaft, Heidelberg, 1814
  - versione italiana: La vocazione del nostro secolo per la legislazione e la giurisprudenza, Verona, Libreria alla Minerva editrice, 1857.
- Geschichte des römischen Rechts im Mittelalter, 7 voll., 1815-1831
  - versioni italiane: Storia del diritto romano nel Medioevo, Firenze, Vincenzo Batelli e Compagni, 1844; Istorio del gius romano nel medio evo. Ridotta in compendio, Siena, O. Porri, 1849.
- System des heutigen römischen Rechts, 8 voll., Berlino, 1840-1849
  - versione italiana: Sistema del diritto romano attuale, trad. da Vittorio Scialoja, Torino, Unione Tipografico-Editrice, 1886.
- Vermischte Schriften (Scritti vari), 1850
- Das Obligationenrecht als Theil des heutigen Römischen Rechts, 2 voll., 1851/1853
  - versione italiana: Le obbligazioni, trad. da Marco Tullio Zanzucchi, Pier Paolo Zanzucchi e Giovanni Pacchioni, Torino, Unione tipografico-editrice torinese, 1912-1915.